# Геммел, Дэвид
Дэвид Эндрю Геммел (англ. David Andrew Gemmell, 1 августа 1948 — 28 июля 2006) — британский писатель-фантаст, признанный автор жанра героического фэнтези.

## Биография
В 16 лет Дэвид был исключён из школы (за организацию азартных игр), поэтому ему пришлось работать: помощником водителя грузовика на фабрике компании «PepsiCo», затем днем он подрабатывал землекопом, а ночью вышибалой в ночном клубе в Сохо (район Лондона). В 1966 году Геммел уже работал стажёром, а затем и репортером в газете («Daily Mail», «Daily Mirror» и «Daily Express»).
Первую книгу Геммел опубликовал в 1984 году. Это была «Легенда» (известная также как Вторая хроника Друсса-Легенды, англ. Legend). Однако творческим дебютом считается роман, вышедший в 1985 году, — «The King Beyond The Gate» (в России он вышел под названием «Царь Каменных Врат»). Эти произведения заложили один из самых успешных фэнтези-циклов (о «загнивающей» квазисредневековой империи Дренаи) как в творчестве самого Геммела, так и во всём данном направлении. С 1986 года становится профессиональным писателем.
Умер Геммел утром 28 июля 2006 года не дожив 4 дня до своего 58-летия от коронарной болезни. Жена Стелла (англ. Stella Gemmell) нашла его за компьютером, он работал над заключительным томом Троянской трилогии — «Fall of Kings». Роман был дописан уже вдовой Геммела (в частности, изображение осады Трои) в 2007 году.

### Циклы
- Королева ястребов (Hawk Queen)
  - Дочь горного короля (The Ironhand’s Daughter), 1995 год.
  - Вечный ястреб (The Hawk Eternal), 1995 год.
- Дренайский цикл (Drenai)
  - сериал Нездешний (Waylander)
    - Нездешний (Waylander), 1986 год.
    - Волчье логово (In the Realm of the Wolf), 1992 год.
    - Сумерки героя (Hero in the Shadows), 2000 год.

  - сериал Друсс (Druss)
    - Друсс-Легенда (The First Chronicles of Druss the Legend), он же Первая хроника Друсса-Легенды, 1993
    - Легенда (Legend), он же Вторая хроника Друсса-Легенды, 1984 год.
    - Легенда о Побратиме Смерти (The Legend of Deathwalker), 1996 год.

  - сериал Скилганнон Проклятый (Skilgannon the Damned)
    - Белый волк (White Wolf), 2003 год.
    - Мечи Дня и Ночи (The Swords of Night and Day), 2004 год.

  - Царь Каменных Врат (The King Beyond the Gate), 1985 год.
  - Призраки грядущего (Quest for Lost Heroes), 1990 год.
  - Великое заклятие (Winter Warriors), 1993 год.

### Романы
- дилогия Камни Силы (Stones of Power)
  - Царь призраков (Ghost King), 1988 год.
  - Последний Меч Силы (Last Sword of Power), 1988 год.
- Рыцари темного леса (Knights of Dark Renown), 1989 год.
- The Lost Crown, 1989 год.
- дилогия Македонский Лев (Lion of Macedon)
  - Lion of Macedon, 1990 год.
  - Dark Prince, 1991 год.
- трилогия Йон Шэнноу (Jon Shannow)
  - Волк среди теней (Wolf in Shadow), 1987 год.
  - Последний хранитель (The Last Guardian), 1989 год.
  - Кровь-Камень (Bloodstone), 1994 год.
- Morning Star, 1992 год.
- White Knight, Black Swan , 1993 год.
- Черная Луна (Dark Moon), 1996 год.
- Эхо великой песни (Echoes of the Great Song), 1997 год.
- тетралогия Риганты (Rigante)
  - Яростный клинок (Sword in the Storm), 1998 год.
  - Полуночный сокол (The Midnight Falcon), 1999 год.
  - Сердце Ворона (Ravenheart), 2001 год.
  - Оседлавший бурю (Stormrider), 2002 год.
- трилогия Троя (Troy)
  - Повелитель Серебряного лука (Lord of the Silver Bow), 2005 год.
  - Грозовой щит (The Shield of Thunder), 2006 год.
  - Падение царей (Fall Of Kings), 2007 год, дописан вдовой Геммела — Стэллой (англ. Stella Gemmell).

## Дополнительно
- Под псевдонимом Росс Хардинг (Ross Harding) Геммел опубликовал триллер «Белый рыцарь, черный лебедь», 1993 год, основанный на личном опыте автора в свою бытность лондонским подростком.
- После смерти Дэвида А. Геммела некоторые его соавторы по цеху (Стэн Николс, Дэвид Ли Стоун (David Lee Stone) и др.) инициировали новую литературную награду — премию Дэвида Геммела (David Gemmell Memorial Award)[4], которая вошла в число регалий Британского общества фэнтези (BFS).